# Крка (поселення)
Крка (словен. Krka) — поселення в общині Іванчна Гориця, Осреднєсловенський регіон, Словенія. Висота над рівнем моря: 285,5 м.